# Silvio Bundi
Pour les articles homonymes, voir Bundi.
Silvio Bundi (né le 13 juin 1978) est un coureur cycliste suisse. Spécialiste du VTT, il est notamment médaillé d'argent au championnat du monde de relais par équipes de 2000. En 2007, il devient champion de Suisse de cross-country marathon.

## Palmarès en VTT

### Championnats du monde
- Sierra Nevada 2000
  -  Médaillé d'argent du relais par équipes (avec Christoph Sauser, Florian Vogel et Barbara Blatter)
- Livigno 2005
  - 8e du cross-country
- Saint-Wendel 2010
  - 9e du cross-country marathon

### Championnat de Suisse
- 2002
  - 3e du cross-country
- 2003
  - 2e du cross-country
- 2004
  - 2e du cross-country
- 2005
  - 3e du cross-country
  - 3e du cross-country marathon
- 2007
  -  Champion de Suisse de cross-country marathon